# Љубитински рејон
Љубитински рејон (рус. Любытинский район) административно-територијална је јединица другог нивоа и општински рејон у северном делу Новгородске области, на северозападу европског дела Руске Федерације.
Административни центар рејона је варошица Љубитино. Према проценама националне статистичке службе Русије за 2014, на територији рејона је живело 9.276 становника или у просеку око 2,17 ст/км².

## Географија
Љубитински рејон смештен је у северном делу Новгородске области, на прелазу из благо заталасаног Валдајског побрђа на западу (Тихвинска греда) у пространу и ниску Прииљмењску низију на југозападу и западу. Обухвата територију површине 4.486,24 км² и по том параметру налази се на 2. месту међу 21 рејоном у области. Граничи се са Хвојњанским рејоном на истоку, на југу је Боровички, југоистоку Окуловски, док је на западу Маловишерски рејон. На северу су рејони Лењинградске области (Тихвински, Бокситогорски и Киришки).
Северозападни делови рејона одводњавају се директно ка реци Волхов преко њених притока Пчјовже и Оскује. Северни делови рејона се преко реке Сјас и њене притоке Воложбе директно одводњавају ка језеру Ладога. Јужни и централни делови се налазе у басену Мсте, одосно језера Иљмењ. Најважнија притока Мсте је река Мда која протиче готово преко целе територије рејона. Подручје на крајњем истоку рејона припада басену реке Пес и уједно то је једини део који се налази у сливу реке Волге и Каспијског језера.
У источним деловима рејона налазе се бројна језера крашког типа.

## Историја
Године 1927. успостављен је Бељски рејон у границама тадашњег Боровичког округа Лењинградске области. Садашње име носи од преименовања 1931. године.

## Демографија и административна подела
Према подацима пописа становништва из 2010. на територији рејона је живело укупно 9.744 становника, док је према процени из 2014. ту живело 9.276 становника, или у просеку 2,17 ст/км². По броју становника Љубитински рејон се налази на 15. месту у области.
| 1959. | 1970. | 1979. | 1989.  | 2002.  | 2010. | 2014.  |
| ----- | ----- | ----- | ------ | ------ | ----- | ------ |
| ---   | ---   | ---   | 15.263 | 12.432 | 9.744 | 9.276* |

Напомена: * Према процени националне статистичке службе.
На подручју рејона постоји укупно 273 сеоска насеља подељених на укупно 2 другостепене сеоске општине. Административни центар рејона је варошица Љубитино, док статус урбаног насеља има још и варошица Неболчи.